# مری دو فرانس
مری دو فرانس (به فرانسوی: Marie de France) شاعر قرن دوازدهم میلادی اهل فرانسه است.